# تشارلز بي. فينش
تشارلز بي. فينش (بالإنجليزية: Charles B. Finch)‏ رجل أعمال أمريكي، ولد في 5 مارس 1920 في نيويورك في الولايات المتحدة، وتوفى في 15 يوليو 1996.